# 草葉達也
草葉 達也（くさば たつや、1963年 - ）は、日本の作家、コラムニスト、宝塚歌劇歴史研究家。

## 略歴
兵庫県神戸市出身。学生時代に初めて書いた台本が、NHKの演芸台本コンクールに入賞。その後、直木賞作家、藤本義一主催の「笑の会」に入会。同時期に漫才作家の祖、秋田實が作った「NHK演芸台本研究会」に23歳で入会を果たす。ラジオ・テレビ用の漫才台本を書き、漫才作家のホープとして注目を浴びる。以降は女性誌などの編集・ライターを経て、コラムニストとしてデビュー。日本ペンクラブ会員

約二万点の宝塚歌劇コレクションを所有する、宝塚歌劇の歴史研究家でもある。熱狂的な春日野八千代ファン。
2004年　「Japan Times」で宝塚歌劇関連のカリスマ作家として紹介される。
2020年　イギリスの大手一般新聞である「The Guardian」に、宝塚歌劇歴史研究家として紹介される。
2020年　ヨーロッパ日本語学会へ貢献が認められ、ポーランドのコペルニクス大学より感謝状を授与される。
著書・記述・テレビ出演多数。

初代Fリーグ(日本フットサルリーグ)アンバサダー。
オーダースーツSADA公式アンバサダー。
京都デニムスペシャルアンバサダー

## 所属
- 日本ペンクラブ会員
- 日本演劇学会会員
- 神戸芸術文化会議会員　評論・学術部門
- 国立大阪大学文学部研究科

## 著書
- 宝塚の法則(小学館)
- 病気・震災・105キロ(アートビレジ社)

## 共著
- 宝塚アンドウトロア(青弓者)
- 宝塚アカデミア　8号‐28号(青弓者)
- 宝塚プラス(小学館)

## 編著書
- ぬかるみの世界(扶桑社)

## 出演
- 所さん&おすぎの偉大なるトホホ人物伝(テレビ東京)　所ジョージ　おすぎ　池田理代子　ビビる大木
- 笑っていいとも(フジテレビ)　タモリ　千原ジュニア　爆笑問題　三浦春馬
- 何でも鑑定団(テレビ東京)
- どーなってるの？(フジテレビ)　吉田照美　つまみ枝豆
- なんだ君は⁈ＴＶ(ＴＢＳ)　オードリー　スリムクラブ　ハライチ　平成ノブシコブシ
- ガラスの地球を救え(朝日放送)
- ダマサレストラン(朝日放送)　千原ジュニア　銀シャリ　ゆりやんレトリィバァ　霜降り明星
- 満点アイ！(テレビ大阪)
- あの日を胸に(ＮＨＫ)
- おはよう関西(ＮＨＫ)
- アンサー(関西テレビ)
- 震災特集(サンテレビ)
- タカラヅカスカイステージ(ＣＳ)
- 特命すみれリサーチ！(ＣＳ)
- 神戸人図鑑(Ｊ：ＣＯＭ)
- ワタシの法則(フジテレヒ)　サンドウィッチマン　長嶋一茂
- てっぺんとったる(ＫＢＳ京都　ＢＢＣびわ湖放送)